# Культурний центр Банка Бразилії

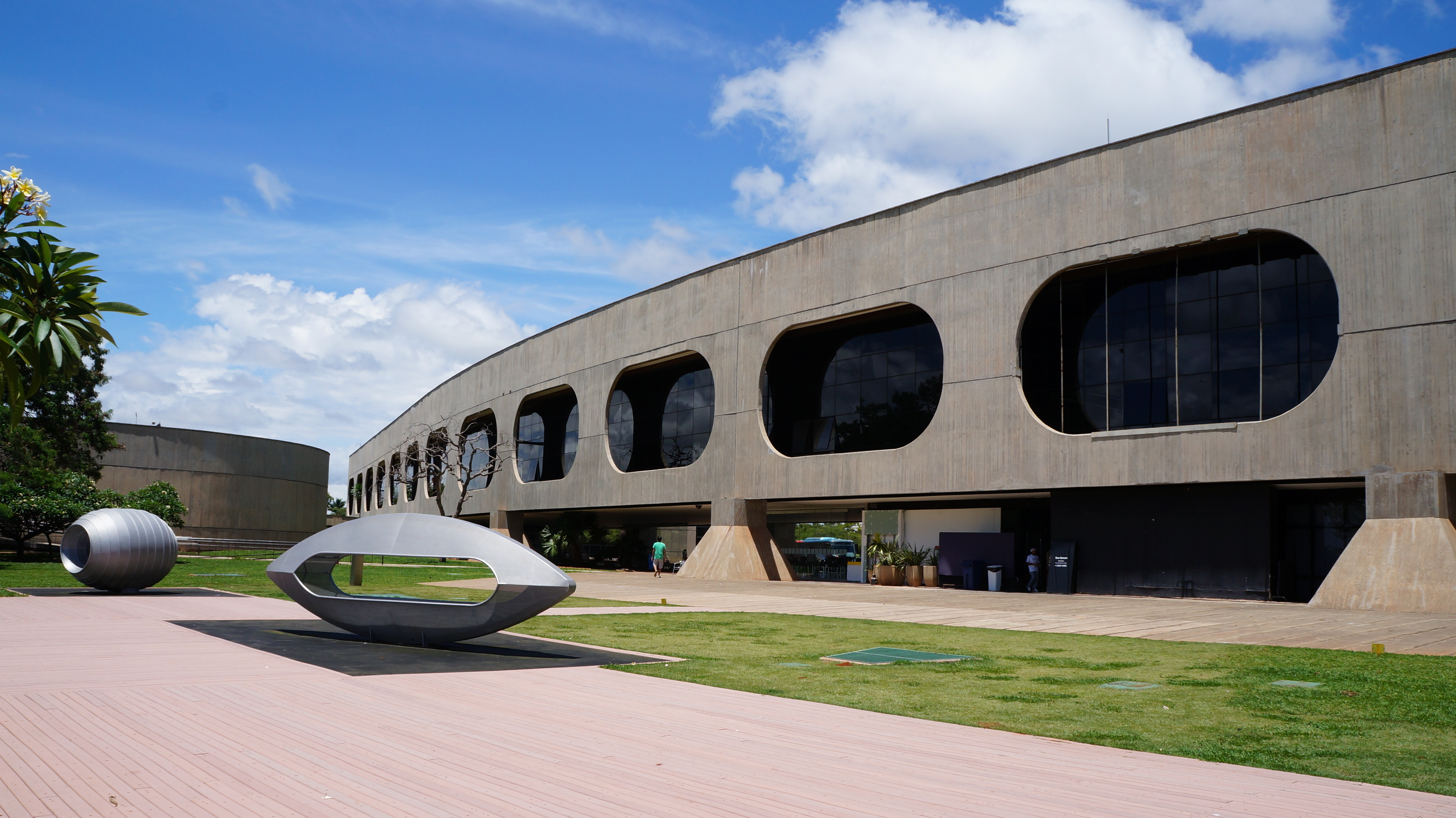
CCBB — Бразиліа

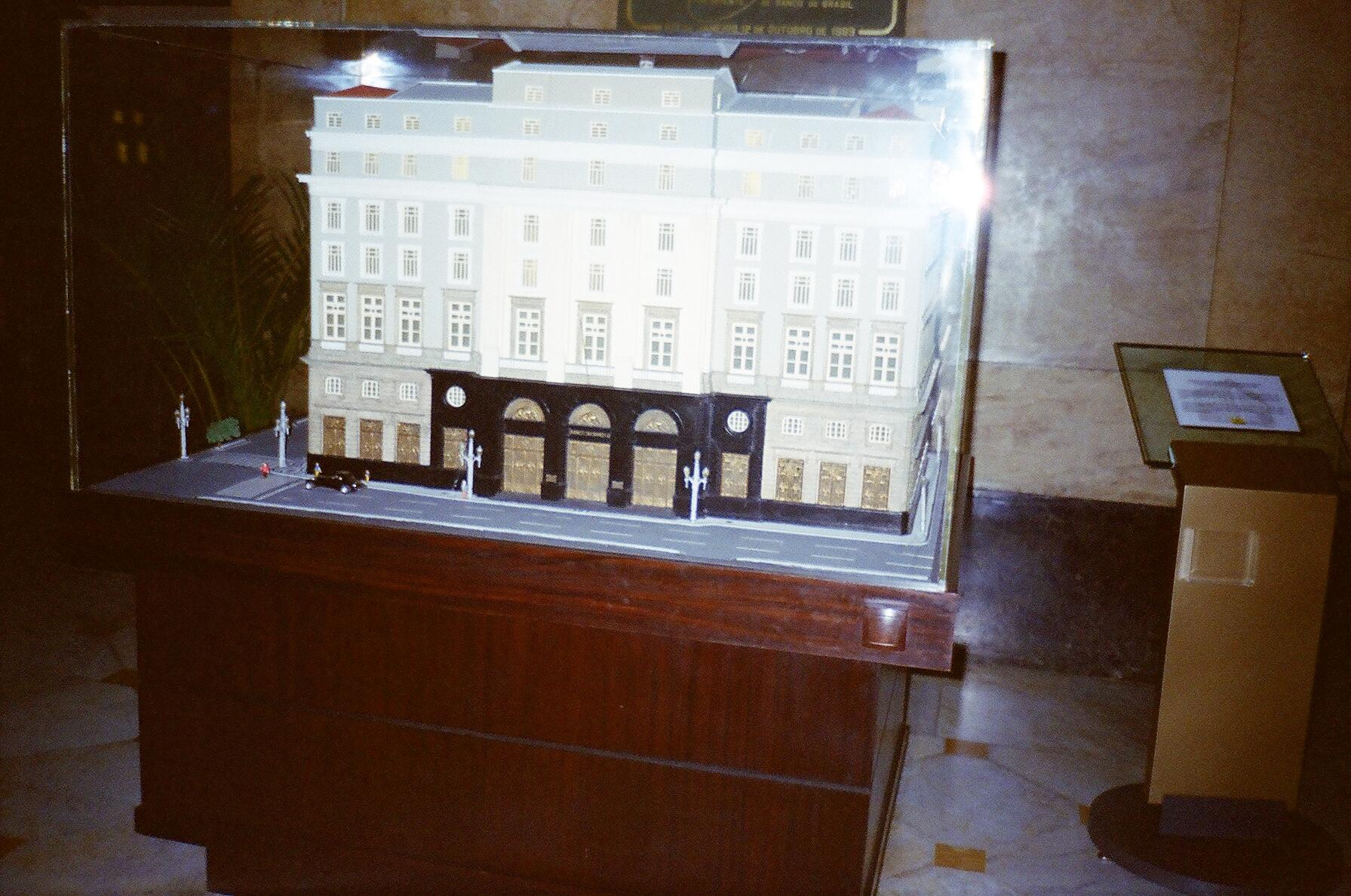
Модель будівлі CCBB у Ріо-де-Жанейро.

Культурний центр Банка Бразилії (порт. Centro Cultural Banco do Brasil) або CCBB — культурна організація під патронажем Banco do Brasil, що базується у Бразилії з центрами в Ріо-де-Жанейро, Бразиліа, Сан-Паулу і Белу-Оризонті.
Культурний центр Банка Бразилії з'явився в 1986 році. Він відкрив свої центри: у Ріо-де-Жанейро — в 1989, у Бразиліа — в 2000, в Сан-Паулу — в 2001 і у Белу-Оризонті — в 2009 році. Його три центри в Ріо-де-Жанейро, Бразіліа, Сан-Паулу входять до числа ста найвідвідуваніших художніх музеїв у світі: центр у Ріо-де-Жанейро займає 21-й рядок (2 034 397 відвідувачів 2013 року), центр у Бразіліа — 33-тє місце (1 468 818) і центр у Сан-Паулу — 69-те місце (931 639).
Вхід на виставки безплатний.
Центр у Ріо-де-Жанейро розташований у будинку в стилі арт-деко, побудованому Франсіску Жоакімом Бетенкуром да Сілва. Аналогічним за своїм розміром є центр у Сан-Паулу, витриманим в єдиному архітектурному стилі Іпполіто Пуйолем. Будівля Культурного центру, що поступається за розмірами, у Бразиліа була споруджена за проектом архітектора Альба Рабелу Кунья.
До складу центрів у Ріо-де-Жанейро і Сан-Паулу входять театри, кінотеатри і декілька художніх галерей.

## Ресурси Інтернету
- Офіційний сайт (порт.)